# Acerentuloides
Acerentuloides es un género de Protura en la familia Acerentomidae, propio de América del Norte.

## Especies
- Acerentuloides americanus Ewing, 1921
- Acerentuloides bernardi Shrubovych Starý & D'Haese, 2017 [3]